# منزل رجل الدين

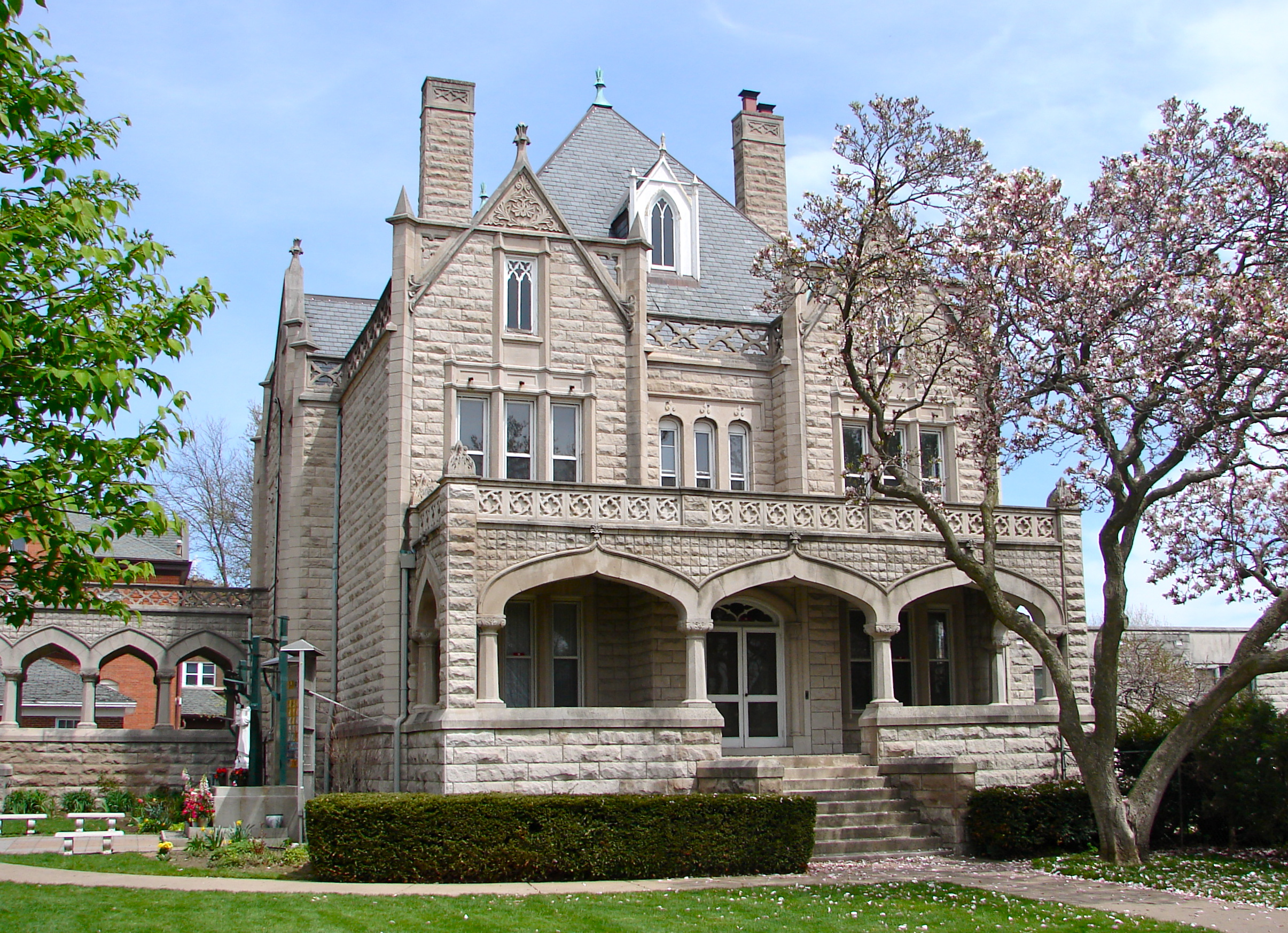
منزل رجل الدين التابع لرعية القلب المقدس الكاثوليكية في دافنبورت.

منزل رجل الدين أو منزل الرعية هو منزل يضم مقر إقامة، أو الإقامة السابقة، للكهنة أو القساوسة وعائلتهم. للعديد من منازل رجال الدين أهمية تاريخية أو حتى أهمية معمارية.
عادًة ما تكون منازل رجال الدين مملوكة من قبل الكنيسة. تعود جذور هذه الممارسة في العديد من الطوائف المسيحية بسبب انتقال رجال الدين من رعية إلى رعية أخرى في فترات متقاربة نسبيًا. في المنازل الخاصة في الكنيسة الرومانية الكاثوليكية قد يعيش عدة كهنة في نفس المنزل. في الكنائس الكاثوليكية الشرقية والأرثوذكسية والبروتستانتية حيث تبيح هذه الكنائس زواج رجال الدين قد يقطن في منزل رجل الدين أسرته والتي تتخلل الزوجة والأبناء.